# ヴラジーミル州

ヴラジーミル（ウラジーミル）州
ロシア語: Влади́мирская о́бласть

ヴラジーミル州（ヴラジーミルしゅう、ウラジーミル州、Владимирская область ヴラジーミルスカヤ・オーブラスチ）は、ロシア連邦を構成する州（オーブラスチ）の一つ。
面積2万9000平方キロメートル、人口134万8134人（2021年国勢調査）。ロシアの古都ウラジーミルが州都となっている。かつてはウラジーミル・スーズダリ大公国が置かれており、ロシアの中心地であった。

## 主な都市
- ウラジーミル - 州都
- コヴロフ
- ムーロム
- アレクサンドロフ
- グシ＝フルスタリヌイ
- コリチューギノ
- ヴャズニキ
- キルジャチ
- ソビンカ
- ユーリエフ・ポリスキー

## 標準時
この地域は、モスクワ時間帯の標準時を使用している。時差はUTC+3時間で、夏時間はない。（2011年3月までは標準時がUTC+3で、夏時間がUTC+4時間、同年3月から2014年10月までは通年UTC+4であった）